# عدنان (فلم)
عدنان، فيلم كويتي. إنتج في عام 1988، أخرجه وكتبه عبد العزيز الحداد كما شارك ببطولته إلى جانب مريم الغضبان وزهرة الخرجي.

## طاقم العمل
- مريم الغضبان ... بدور أم عدنان.
- عبد العزيز الحداد ... بدور عدنان.
- زهرة الخرجي ... بدور دلال.
- منى عيسى ... بدور شريفة.
- أمل عباس.
- حسين المفيدي.
- طارق العلي.
- عبير الجندي.
- أحلام حسن.
- ميرال محمد.
- إخلاص قاسم.